# 马尔萨斯 (吉伦特省)
马尔萨斯（法語：Marsas，法語發音：[maʁsas]）是法国吉伦特省的一个市镇，属于布莱区。

## 地理
马尔萨斯（45°4'2"N, 0°22'57"W）面积8.13 平方千米，位于法国新阿基坦大区吉倫特省，该省份为法国西南部沿海省份，是法國本土面积最大的省，北起滨海夏朗德省，西临大西洋，南至朗德省，东南接洛特-加龍省，东临多爾多涅省。
与马尔萨斯接壤的市镇（或旧市镇、城区）包括：塞扎克、卡维尼亚克、屈布讷宰、戈里亚盖、拉吕斯卡德、马尔瑟奈、瓦勒德维尔韦。

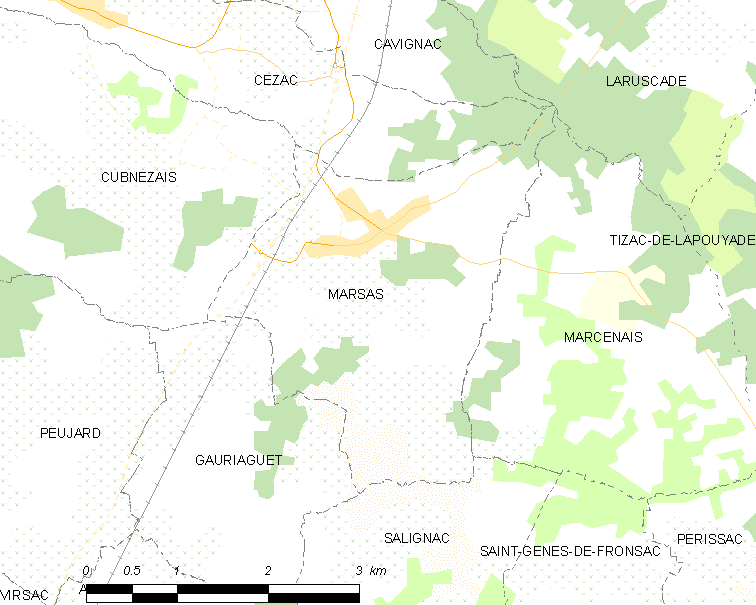
的OSM定位图

马尔萨斯的时区为UTC+01:00、UTC+02:00（夏令时）。

## 行政
马尔萨斯的邮政编码为33620，INSEE市镇编码为33272。

## 政治
马尔萨斯所属的省级选区为北吉伦特县。

## 人口

1962-2008年间人口变化图示

马尔萨斯于2022年1月1日时的人口数量为1237人。